# Pellegrinisaurus
 Pellegrinisaurus  ist eine Gattung sauropoder Dinosaurier aus der Oberkreide (frühes Campanium) Argentiniens, die zu den Titanosauria gezählt wird. Bisher sind lediglich Rücken- und Schwanzwirbel sowie ein unvollständiger Oberschenkelknochen (Femur) bekannt. Einzige bekannte Art ist Pellegrinisaurus powelli.

## Merkmale
Pellegrinisaurus war ein vergleichsweise großer Titanosaurier, der eine Länge von bis zu 25 Metern erreichen konnte. Von verwandten Gattungen lässt er sich durch die ungewöhnlich breiten Rückenwirbel abgrenzen, die etwa doppelt so breit wie hoch waren; außerdem zeigen die hinteren (posterioren) Schwanzwirbel anteroposterior (entlang der Mittellinie des Körpers) verlängerte Dornfortsätze, deren vordere Enden höher liegen als die hinteren Enden.

## Systematik
Die Verwandtschaftsbeziehungen innerhalb der Titanosauria sind umstritten. Anfangs wurde Pellegrinisaurus von Salgado (1996) als Schwestertaxon der Saltasaurinae beschrieben. Salgado und Bonaparte (2007) merken derweil an, dass diese Gattung möglicherweise innerhalb der Saltasaurinae klassifiziert werden kann. Ein wichtiges gemeinsames Merkmal, das Pellegrinisaurus mit dem Saltasaurinen Saltasaurus teilt, sind die niedrigen vorderen Schwanzwirbel, deren Seitenflächen oben und unten von konvexen Rändern begrenzt sind.

## Fund und Namensgebung
Der einzige Fund (Holotyp, Exemplarnummer MPCA 1500) besteht aus 4 Zentren der Rückenwirbel, 26 unvollständigen Schwanzwirbeln, sowie aus einem rechten fragmentarischen Femur. Ein weiterer mittlerer Schwanzwirbel wird ebenfalls dieser Gattung zugeschrieben. Die Fossilien wurden  am Pellegrini-See nahe Cinco Saltos in der argentinischen Provinz Río Negro entdeckt. Die Gesteine des Fundorts gehören zum obersten Bereich der Anacleto-Formation, einer Formation der Neuquén-Gruppe, und können auf das frühe Campanium datiert werden.
Der Fund wurde 1996 von Leonardo Salgado erstmals wissenschaftlich beschrieben. Der Name weist auf den Pellegrini-See, bei dem die Fossilien gefunden wurden.